# MMBase
MMBase  es un Web Content Management System con fuertes características multimedia y funcionalidades de portal Web. MMBase tiene una gran base instalada en los Países Bajos y es utilizado por los principales broadcasters, editoriales, institutos educativos, y gobiernos nacional y locales de allí. MMBase está escrito en Java, es software de código abierto (bajo licencia Mozilla Public License) y usa estándares abiertos. El sistema puede utilizarse con todos los principales sistemas operativos web, servidores de aplicaciones y bases de datos.
El desarrollo de MMBase comenzó a finales de 1996 en la organización de radiodifusión holandesa VPRO; la primera versión del sistema fue utilizada en 1997. MMBase fue lanzado como open source el 3 de abril de 2000.
CMSContainer cumple la especificación JSR 168 y es compatible con Enterprise Web Content Management System construido sobre MMBase con funcionalidades avanzadas de portal.